# NGC 5121
NGC 5121 (другие обозначения — ESO 382-57, MCG -6-29-35, AM 1321-372, IRAS13219-3725, PGC 46896) — спиральная галактика (Sa) в созвездии Центавр.
Гершель описал объект как тусклое шаровое звездное скопление.
В оптическом диапазоне представляет из себя яркий центральный точечный источник. Внутренние изофоты балджа круглые, но становятся эллиптическими при больших радиусах. Нет признаков наличия перемычки. Очень неяркий диск без признаков наличия внутренней структуры.
Объект используется в Вокулеровском Atlas of Galaxies как иллюстрация типичного представителя галактики типа (R')SA(rl)a.
Этот объект входит в число перечисленных в оригинальной редакции «Нового общего каталога».